# Fußball-Weltmeisterschaft 1938/Schweden
Dieser Artikel behandelt die schwedische Fußballnationalmannschaft bei der Fußball-Weltmeisterschaft 1938.

## Qualifikation
Die schwedische Auswahl wurde in eine Gruppe mit der Auswahl des deutschen Reiches, Finnland und Estland gelost.
Im ersten Spiel gelang nach einem 0:0-Halbzeitstand noch ein 4:0-Erfolg gegen Finnland. Die Torschützen waren Lennart Bunke (60. Minute, 82.), Erik Persson (65.) und Kurt Svanström (68.).
Im zweiten Spiel gelang ein 7:2-Sieg über die estnische Auswahl. Georg Siimenson und Heinrich Uukkivi hatten den Außenseiter nach drei Minuten mit 2:0 in Führung geschossen, allerdings konnte Gustaf Josefsson bereits in der siebten Minute für die Schweden verkürzen. Lennart Bunke (40.) und erneut Gustafsson (41.) drehten mit einem Doppelschlag das Spiel noch vor der Halbzeitpause. Sven Jonasson gelang in der 49. Minute per Foulelfmeter der Treffer zum 4:2. In der 73., 77. und 81. Minute gelangen Gustav Wetterström drei Treffer in Folge zum Endstand.
Nach den ersten beiden Spielen stand damit Schweden – ebenso wie die deutsche Mannschaft, die auch ihre ersten beiden Partien gewonnen hatte – bereits als WM-Teilnehmer fest. Mit einem deutlichen 5:0-Erfolg qualifizierte sich Deutschland als Gruppensieger. Otto Siffling (2., 57.) und Helmut Schön (48., 63.) trugen sich jeweils zwei Mal in die Torschützenliste ein, Fritz Szepan gelang in der 8. Minute der fünfte deutsche Treffer in Altona.
| 16. Juni 1937 im Råsundastadion, Solna             |   |          |     |
| Schweden                                           | - | Finnland | 4:0 |
| 20. Juni 1937 im Råsundastadion, Solna             |   |          |     |
| Schweden                                           | - | Estland  | 7:2 |
| 21. November 1937 im Altonaer Stadion, Altona/Elbe |   |          |     |
| Deutsches Reich                                    | - | Schweden | 5:0 |

## Schwedisches Aufgebot
| Nummer / Name | Nummer / Name      | Damaliger Verein | Geburtstag | Länderspiele |
| Torhüter      | Torhüter           | Torhüter         | Torhüter   | Torhüter     |
| ------------- | ------------------ | ---------------- | ---------- | ------------ |
|               | Henock Abrahamsson | Gårda BK         | 29.10.1909 |              |
|               | Sven Bergqvist     | Hammarby IF      | 20.08.1914 |              |
|               | Gustav Sjöberg     | AIK Solna        | 23.03.1913 |              |
| Abwehr        |                    |                  |            |              |
|               | Ivar Eriksson      | Sandvikens IF    |            |              |
|               | Olle Källgren      | Sandvikens IF    | 07.09.1907 |              |
|               | Erik Nilsson       | Malmö FF         | 06.08.1916 |              |
| Mittelfeld    |                    |                  |            |              |
|               | Erik Almgren       | AIK Solna        | 28.01.1908 |              |
|               | Karl-Erik Grahn    | IF Elfsborg      | 05.11.1914 |              |
|               | Sven Jacobsson     | GAIS Göteborg    | 17.04.1914 |              |
|               | Folke Lind         | GAIS Göteborg    |            |              |
|               | Arne Linderholm    | IK Sleipner      |            |              |
|               | Kurt Svanström     | Örgryte IS       | 24.03.1915 |              |
| Angriff       |                    |                  |            |              |
|               | Åke Andersson      | GAIS Göteborg    | 22.04.1917 |              |
|               | Harry Andersson    | IK Sleipner      | 07.03.1913 |              |
|               | Curt Bergsten      | Landskrona BoIS  |            |              |
|               | Knut Hansson       | Landskrona BoIS  | 09.05.1911 |              |
|               | Sven Jonasson      | IF Elfsborg      | 09.07.1909 |              |
|               | Einar Karlsson     | Gårda BK         |            |              |
|               | Tore Keller        | IK Sleipner      | 04.01.1905 |              |
|               | Arne Nyberg        | IFK Göteborg     | 20.06.1913 |              |
|               | Erik Persson       | AIK Solna        | 19.11.1909 |              |
|               | Gustav Wetterström | IK Sleipner      | 15.10.1911 |              |
| Trainer       |                    |                  |            |              |
|               | József Nagy        |                  | 15.10.1892 |              |

## Spiele der schwedischen Mannschaft

### Achtelfinale
Das für den 5. Juni im Stade Gerland in Lyon angesetzte Spiel gegen Österreich fiel aus, da Österreich nach dem Anschluss an das Deutsche Reich keine eigenständige Mannschaft mehr besaß. Daher erreichte Schweden kampflos das Viertelfinale.

### Viertelfinale
| 6.000 | Stade du Fort Carré (Antibes) | Schweden | Kuba | Krist (Tschechoslowakei) | 8:0 (4:0) | 1:0 Keller (9.) 2:0 Wetterström (32.) 3:0 Wetterström (37.) 4:0 Wetterström (44.) 5:0 Keller (80.) 6:0 Keller (81.) 7:0 Nyberg (84.) 8:0 Andersson (90.) |

Schweden pflückte auf regennassem Parkett in Antibes die überforderten Sonnenkicker aus Kuba mit 8:0 auseinander. Torhüter Abrahamsson hielt zudem einen Elfmeter von Tomás Fernández.

### Halbfinale
| 22.000 | Prinzenparkstadion (Paris) | Ungarn | Schweden | Leclerq (Frankreich) | 5:1 (3:1) | 0:1 Nyberg (1.) 1:1 Zsengellér (19.) 2:1 Sas (37.) 3:1 Zsengellér (39.) 4:1 Sárosi (65.) 5:1 Zsengellér (85.) |

Schweden wollte im Halbfinale gegen die Ungarn da weitermachen, wo es gegen Kuba aufgehört hatte und führte bereits nach einer Minute durch Nyberg mit 1:0. Zsengeller mit einem Dreierpack (19., 39. und 85.), Sas (37.) und Sarosi (65.) machten jedoch jede schwedische Hoffnung zunichte. Es wird überliefert, dass sich die Magyaren gegen die Skandinavier sogar schon fürs Finale schonten und in der letzten halben Stunde nur noch das Nötigste taten...

### Spiel um Platz 3
| 20.000 | Parc Lescure (Bordeaux) | Schweden | Brasilien | Langenus (Belgien) | 2:4 (2:1) | 1:0 Jonasson (28.) 2:0 Nyberg (38.) 2:1 Romeu (44.) 2:2 Leônidas (63.) 2:3 Leônidas (74.) 2:4 Perácio (80.) |

Als es gegen die Schweden um den 3. Platz ging, war der spätere Torschützenkönig des Turniers, Leonidas (8 Tore), wieder dabei und entschied das Spiel zugunsten Brasiliens. Schweden hatte wieder einmal den besseren Start und führte zur Pause 2:1 durch Jonasson (18.) und Nyberg (38.) bei einem Gegentor von Romeo (43.). Doch die Südamerikaner hatten durch die Treffer von Leonidas (63. und 73.), sowie Peracio (80.) letztendlich die Nase vorn.